# (1432) Ethiopia
(1432) Ethiopia es un asteroide perteneciente al cinturón de asteroides descubierto por Cyril V. Jackson desde el observatorio Union de Johannesburgo, República Sudaficana, el 1 de agosto de 1937.

## Designación y nombre
Ethiopia fue designado inicialmente como 1937 PG.
Más adelante se nombró por Etiopía, un país del noreste de África.

## Características orbitales
Ethiopia está situado a una distancia media de 2,381 ua del Sol, pudiendo alejarse hasta 2,922 ua. Tiene una excentricidad de 0,227 y una inclinación orbital de 8,278°. Emplea 1342 días en completar una órbita alrededor del Sol.